# 烏克蘭卡 (別列斯京區)
烏克蘭卡（烏克蘭語：Українка）是位於烏克蘭東部的村莊，由哈爾科夫州别列斯京区的克拉斯諾赫拉德市鎮負責管轄。該村始建於1921年，面積0.96平方公里，海拔高度174米，2001年人口207，人口密度每平方公里216.8人。